# Bohemia Sekt
Bohemia Sekt (obchodním názvem BOHEMIA SEKT, s.r.o.) je česká firma se sídlem ve Starém Plzenci, která vyrábí šumivý nápoj.

## Historie
Od roku 1871 stával ve Starém Plzenci pivovar, v němž se vařilo pivo. Podařilo se mu přečkat ekonomické obtíže a své produkty nakonec vyvážel do evropských měst i do Ameriky. V roce 1925 však musel svoji činnost ukončit a jeho areál od té doby zel prázdnotou. Část prostor původního pivovaru, jež měly výhodu stálé nízké teploty, si v roce 1942 pronajala společnost Českomoravské vinné sklepy, která zde o rok později (1943) nechala kvasit zdejší první sekty. Během jarních měsíců roku 1945 nápoj dozrával, takže když byl 6. května toho roku Starý Plzenec osvobozen vojáky armády Spojených států amerických, připíjeli si s nimi místní na oslavu vítězství prvním lahvemi zdejšího sektu. Během oslav se údajně vypilo 37 tisíc lahví.
Rovněž název prvního sektu Black Widow, tedy Černá vdova, odkazoval k americkým bombardovacím letounům. Dalším druhem se stal sekt Chateau Radyně, jenž je nejstarším bez přerušení vyráběným sektem v České republice. Postupně zájem o sekt v Československu rostl, na což reagovalo vedení závodu plánem na rozšíření staroplzenecké výrobny o další prostory. Změnila se i metoda přípravy šumivého vína, když se nově začala užívat metoda postupného prokvášení vína v tancích. Roku 1970 zahájila společnost kontinuální technologii výroby, což umožnilo výrobu nápoje Bohemia Sekt demi sec, jehož uvedení na trh provázela propagační kampaň, jejíž součástí se stala i televizní reklama.
Po sametové revoluci se podnik v roce 1992 změnil na akciovou společnost. Čtrnáctiprocentní část akcií se vrátila v restitucích a další podíl připadl malým akcionářům prostřednictvím kupónové privatizace. Postupně ale o firmu projevila finanční skupina PPF a nakonec se stala jejím hlavním akcionářem, což umožnilo její rozvoj. Společnost následně investovala do svého majetku, když si pořídila vlastní vinice, zajišťovala nové technologie na zpracování vína a své finanční prostředky vložila rovněž do vinných firem na Moravě. V Sedlci založila společnost Českomoravské vinné sklepy a postupně odkoupila podíly ve firmách Víno Mikulov, Habánské sklepy či Chateau Bzenec. Postupem času projevovaly různé investiční skupiny zájem o odkup firmy Bohemia Sekt od uskupení PPF, až nakonec uspěla německá firma Henkell & Söhnlein.
V roce 2017 firma do svého výrobního závodu ve Starém Plzenci pořídila sedm nových kvasných tanků, každý o objemu 150 tisíc litrů. Aby je mohla do závodu instalovat, musela rozebrat část plechové střechy výrobní haly a pak ji opětovně zkompletovat. Další rozvoj společnosti zajistila výstavba závodu na zpracování hroznů, který se od roku 2018 budoval v Mikulově. Instalovaná technologie umožní kompletní zpracování vinných hroznů až po získání moštu, jenž je základem vín.

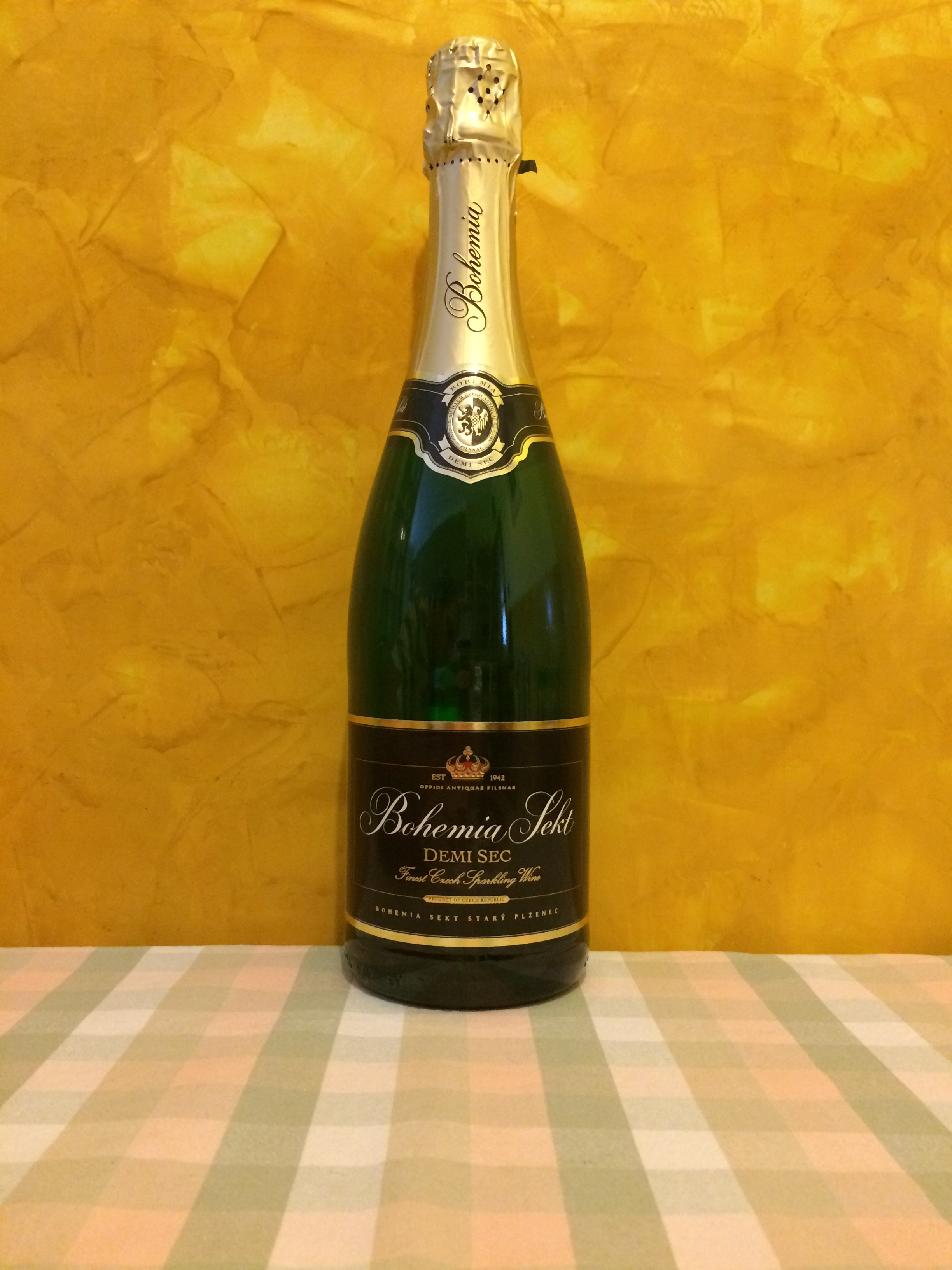
Lahev nápoje Bohemia Sekt demi sec

Nejvyšší podíl sektů od společnosti Bohemia Sekt, až jedna třetina celkového objemu, se v České republice pravidelně vypije během měsíce prosince, a to především na přelomu kalendářního roku. Zbytek obvykle při oslavách v průběhu zbylé části roku. Nejúspěšnějším výrobkem firmy je nápoj Bohemia Sekt demi sec, jehož se například v roce 2018 prodalo na 7,5 milionu lahví.